# 黑德维希·罗森鲍莫娃
黑德维希·罗森鲍莫娃（捷克語：Hedwig Rosenbaumová，1864年7月3日—1939年7月31日），捷克女子网球运动员。她曾代表波希米亚参加1900年夏季奥林匹克运动会网球比赛，获得女子单打铜牌。